# パンプキンズ
パンプキンズは、吉本興業東京本社（東京吉本、厳密にはよしもとクリエイティブ・エージェンシー）所属のお笑いコンビ。東京NSC11期生出身。2005年結成。2013年8月31日解散。

## メンバー
- 曽我 郁香（そが あやか、1986年10月2日 - ）

東京都出身。
相方・伊知地とは違い、子供の頃から太っていたという。
デビュー前からお笑い好きであり、お笑いライブ会場で出待ちをし木村祐一、千原ジュニア、ペナルティらと一緒に写真に収まっていたということがあった。テレビ東京アナウンサー大橋未歩に顔が似ており、大橋アナと共演する今田、東野にも認められている。
- 伊知地 真理子（いちじ まりこ、1980年8月10日 - ）

千葉県出身。東京NSCを皆勤賞で卒業している。
かつてはアムラーのファッションをしていたいわゆるギャルだったこともあったが（その当時は結構モテたと語っている）、当時から現在までに体重は15kgほど増えたという。
解散後は「パンプキンズまりこ」として、東京よしもと新喜劇4期生を経て東京よしもと新喜劇で活動している。
ポジションは、二人ともボケとツッコミの両方を兼任している。

## 略歴
コンビ名の由来は、二人ともカボチャのような体型であることから（なお、体重はそれぞれ65kgと75kg）。『ぐるぐるナインティナイン』の『おもしろ荘へいらっしゃい!』コーナーに出演した時には、自ら『カボチャっ腹』と称していた。
2007年12月5日放送の『あらびき団』（TBSテレビ）が、テレビ初出演となった。
2013年8月31日を以ってパンプキンズを解散したことを報告。

## ネタ・芸風
主にコントを演じている。腹の出そうな小さ目のTシャツを来て出演することも多い。
- アイドルコンサート

『あっはーん、あははーん』と腰を揺らしながら歌って踊る。
- スポーツコント

テニス、野球など。俊敏に動き回るのが特徴。

## 出演

### テレビ
- ぐるぐるナインティナイン（日本テレビ） - 『おもしろ荘へいらっしゃい!』コーナー
- ニューカマーズ・サーカス『あらびき団』（TBSテレビ） - 2007年12月5日、2008年1月9日、2008年4月23日
- 99プラス いつもの3倍プラスSP!（日本テレビ　2008年3月26日）

『国民的内面美少女芸人コンテスト』の企画に、森三中、ハリセンボンと一緒に出演。
- MMM（日本テレビ　2008年4月7日）

『音ネタ!ダウンロードバトル!!』コーナーに出演。
- メントレG（フジテレビ　2008年4月20日）

東京NSC同期生のエド・はるみと共演。入学試験の面接の時に初めて会い、『吉本のお偉いさんかと思った』などのエピソードを話していた。
- 体操の時間。（フジテレビ　2008年5月）

金曜日の『グーグー体操』で定期出演。
- HEY!HEY!HEY! MUSIC CHAMP（フジテレビ、2008年6月9日） エド・はるみとメタボシスターズとして
- 『ぷっ』すま（テレビ朝日系、2008年6月10日）- リアル神経衰弱！ボケとツッコミ当てまショー！-コーナーに出演。
- エンタの神様（日本テレビ）　2008年6月14日の放送で、エド・はるみと一緒に出演。
- ダウンタウンのガキの使いやあらへんで!!（日本テレビ、2008年9月28日） - 「山崎歌劇団」
- アリケン（テレビ東京、2009年7月25日 - 8月1日）
- ミュージックビデオバトル（NHK総合、2010年8月20日）
- 森田一義アワー 笑っていいとも!（フジテレビ 2011年8月12日）- 『ドヤテクZ』コーナー、伊知地のみ
- 芸人報道（日本テレビ）- 2012年4月9日、伊知地のみ

### 映画
- 東京ゾンビ外伝（花くまゆうさく監督・主演） - オムニバス映画『そんな無茶な!』の1本。2007年公開

### CD
- エド・はるみとメタボシスターズ『グーグー体操』（2008年6月25日）